# Walter Berry
Walter Berry (8 de abril de 1929 - 27 de outubro de 2000) foi um lírico austríaco baixo-barítono que teve uma carreira proeminente na ópera. Foi citado como um dos vários baixos-barítonos operísticos exemplares de sua época.

## Carreira
Walter Berry nasceu em Viena. Estudou canto na Academia de Música de Viena e estreou nos palcos com a Ópera Estatal de Viena em 1947. Tornou-se membro permanente da companhia em 1950, permanecendo com esse conjunto durante toda a sua carreira, embora tenha feito participações frequentes em outros lugares da Europa e no Reino Unido. Em 1952, fez sua primeira aparição no Festival de Salzburgo, onde posteriormente se apresentou regularmente. Enquanto estava em Salzburgo, colaborou com Herbert von Karajan regendo a Orquestra Filarmônica de Viena numa produção da ópera Don Giovanni de Wolfgang Amadeus Mozart com Leontyne Price e Elisabeth Schwarzkopf. Enquanto se apresentava em Viena e Salzburgo, interpretou um extenso repertório operístico que incluía mais de cem papéis. Recebeu muitos elogios por suas interpretações de lieder de Franz Schubert, bem como por canções de Gustav Mahler. Incluídas entre suas aclamadas interpretações de obras sagradas estavam: Paixões de Johann Sebastian Bach e Missa Solene de Ludwig van Beethoven.
Berry fez muitas aparições memoráveis na Ópera Metropolitana na cidade de Nova Iorque durante as décadas de 1960 e 1970 em papéis como Barak em Die Frau ohne Schatten, Telramund em Lohengrin, Wotan em Die Walküre, Barão Ochs em Der Rosenkavalier, Don Pizarro em Fidelio, Don Alfonso em Così fan tutte, o Mestre de Música em Ariadne auf Naxos e Leporello em Don Giovanni. Cantou seu último Barak em 18 de novembro de 1984. Atuar em operetas alegres, particularmente Die Fledermaus, era um de seus prazeres. Casou-se com a meio-soprano Christa Ludwig em 1957 e colaborou com ela no palco e em diversas gravações. O casal se divorciou em 1970. Morreu em 2000, aos 71 anos, em Viena, após um ataque cardíaco. Foi sepultado no Cemitério de Heiligenstadt (Parte A, Grupo 1, Número 263) em Viena.